# 新潟県の市町村歌一覧
新潟県の市町村歌一覧（にいがたけんのしちょうそんかいちらん）は、日本の新潟県に属する市町村で制定されている、もしくは過去に制定されていた市町村歌などの自治体歌やそれに準じた楽曲の一覧である。なお、一覧の順序は全国地方公共団体コード順による。

## 概説
県庁所在地の新潟市では1917年（大正6年）に土井晩翠へ市歌への作詞を依頼したが、この際は歌詞に曲が付けられず未完成となった。初代の新潟市歌はそれから11年後の1928年（昭和3年）に完成しているが、歌詞は土井が書いたものでなく旧制三条中学校（現在の新潟県立三条高等学校）校長・手塚義明の手で新規に書き下ろされた。現在は1969年（昭和44年）制定の2代目市歌と市民愛唱歌が演奏されている。
その他の市では、長岡市や高田市（現在の上越市）が戦前から市歌を制定していた。戦後は三条市や新発田市など市の成立から早期に市歌を制定した所と柏崎市や見附市のように行政が市歌の必要性を否定している所に分かれている。平成の大合併を経て新たに誕生した市では、上越地方では複数の市で早期に市歌が制定されたのに対し下越地方と佐渡市では制定の動きが低調である。新発田市では1947年（昭和22年）の市制施行と同時に市歌を制定していたが、2017年（平成29年）に2代目の市歌へ代替わりした。町村部では、刈羽村や関川村で戦後まもなく作られた村歌が現在も存続している。

## 新潟市
- 新潟市歌[4] - 1969年（昭和44年）11月1日制定

作詞：北礎州 補作詞：西脇順三郎 作曲：後藤丹 補作曲：芥川也寸志
2代目の市歌である。
- 新潟市民歌 砂浜で[4] - 1969年（昭和44年）11月1日制定

作詞：富田良子 補作詞：宮柊二 作曲：田沢弘子 補作曲：芥川也寸志
市歌と同日に市民愛唱歌として制定された。信濃川に架橋された千歳大橋の欄干にはこの歌と1948年（昭和23年）に制定された新潟県民歌のレリーフが設置されている。
新潟市の区では政令指定都市移行後に区歌や区民音頭を作成する目立った動きは無く、豊栄市（現在の北区）の「豊栄小唄」「ざりがち唄」「豊栄おどり」、新津市（現在の秋葉区）の「新津音頭」、白根市（現在の南区）の「白根凧音頭」、亀田町（現在の江南区）の「亀田木遣り音頭」など編入合併前の旧市町村を単位とした市町村民音頭が自主的に継承されている。

## その他市部
長岡市
- 笑顔いきいき[5] - 2006年（平成18年）4月1日制定

作詞：小林多加志 補作：眞木準 作曲：三枝成彰
市制100周年および栃尾市など4市町村の編入合併を記念して制定。2代目の市歌である。
- 長岡市歌（旧）[6] - 1926年（大正15年）4月1日制定

作詞：古川栄 作曲：弘田龍太郎
市制20周年を記念して制定された初代の市歌である。合併に当たり、歌詞の「裏日本」が不適切な表現であると問題視され新市歌が作られることになった。ただし、現在の市歌が制定された後も廃止されず「旧長岡市歌」の表題で例規集に掲載されている。
三条市
- 三条市歌[7]

作詞：堀内敬三 作曲：小出浩平
新設合併に当たって（旧）三条市の市歌を継承し、2005年（平成17年）10月14日付で改めて制定された。再制定に当たっては旧栄町の町歌を「地域の歌」として継承すること、新規に市民愛唱歌を作成することの2点が付帯条件に挙げられている。
柏崎市
- （未制定）[8]

市は西山町・高柳町を編入合併した際の協議でも「市歌は不要」との意見で一致しているとして制定に否定的である。なお民間では合併後の2023年（令和5年）に柏崎音楽協会の選定で非公式の愛唱歌「柏崎讃歌 柏崎の思い出」（作詞：品田玲菜、作曲：小林弘人）が作成された。
新発田市
- 虹の橋をわたって[10] - 2017年（平成29年）2月28日制定

作詞：たかたかし 作曲・編曲：若草恵
市制70周年記念。2代目の市歌である。
小千谷市
- （不明）

加茂市
- 加茂市民歌[11]

作詞：大野昇 作曲：石川和男
十日町市
- （不明）

1929年（昭和4年）発表の「十日町小唄」（作詞：永井白眉 作曲：中山晋平）が愛唱されており、市のサイトでも紹介されている。
見附市
- （未制定）[13]

市は市歌制定に否定的である。
村上市
- 村上市民歌 - 1974年（昭和49年）制定

新設合併前の（旧）村上市の市歌である。村上岩船地域5市町村合併協議会で行われた「市制の周年記念式典に合わせて公募により制定する」との申し合わせにより現在は失効しているが、新市歌の制定は実現していない。
燕市
- 燕市民歌 - 1974年（昭和49年）4月制定

作詞：森菊蔵 作曲：高木東六
新設合併前の（旧）燕市の市歌である。燕・吉田・分水合併協議会では「吉田町、分水町は町歌を制定していないことから、新市発足後、市歌の必要性から検討する」とされた一方「旧市の歌が当該地域において愛着の深いものである場合は、当該地域の歌として継承していくことも可能とする」との申し合わせが行われているが、現在の地位は不明確である。
新設合併後、市では「恋ツバメ。」（作詞・作曲：ゴールデン佐藤）を「推奨ご当地ソング」としてサイトで紹介している。
糸魚川市
- （不明）

妙高市
- めぐる季節は[18] - 2006年（平成18年）制定

作詞・作曲：荒木とよひさ
妙高高原町および妙高村を編入合併・改称する以前の旧新井市の時代を含めて2代目の市歌である。
五泉市
- （不明）

上越市
- このふるさとを[19]

作詞：上原みゆき 補作：杉みきこ 作曲：後藤丹
13町村編入合併記念。2代目の市歌である。
阿賀野市
- （未制定）

北蒲原郡南部郷合併協議会では、合併後の市歌制定について特に取り決めが行われなかった。
佐渡市
- （未制定）

佐渡市町村合併協議会では、合併後の市歌制定について特に取り決めが行われなかった。
魚沼市
- 魚沼元気[21] - 2009年（平成21年）4月制定

作詞：大塚明 補作：喜多條忠 作曲：森下滋
合併5周年記念。
南魚沼市
- 時代新たに[22] - 2008年（平成20年）10月1日制定

作詞：長橋正宣 補作：いではく 作曲：遠藤実 編曲：山口順一郎
合併3周年記念。
胎内市
- （未制定）

中条町・黒川村合併協議会では、合併後の市歌制定について特に取り決めが行われなかった。

## 町村部
北蒲原郡聖籠町
- 愛がとまる前に - 1996年（平成8年）10月発表[23]

作詞・作曲：因幡晃
町イメージソング。
西蒲原郡弥彦村
- 弥彦村民歌[24] - 1981年（昭和56年）3月制定

作詞：太田武彦 補作：弥彦村民歌制定委員会 作曲：遠藤実 編曲：只野通泰
北海道の道民歌（行進曲）「光あふれて」と同一の作詞者である。
南蒲原郡田上町
- （不明）

東蒲原郡阿賀町
- （未制定）

東蒲原郡町村合併協議会では「合併後、必要に応じて定めるものとする」と取り決められたが、実現していない。
三島郡出雲崎町
- （不明）

2008年（平成20年）、ジェロが歌うご当地ソング「海雪」（作詞：秋元康 作曲：宇崎竜童）のCDを町民が購入した際に補助金を出す補正予算案が町議会で可決された。
南魚沼郡湯沢町
- （不明）

中魚沼郡津南町
- 津南あい唄

作詞：小野塚三四二　補作・作曲：遠藤実
刈羽郡刈羽村
- 刈羽村民歌 - 1951年（昭和26年）制定

合併50周年記念。
岩船郡関川村
- 関川村村歌 - 1954年（昭和29年）9月1日制定[27]

作詞：佐藤仙一郎
制定から相当年数を経過しているため新村歌の制定も検討されていたが、市町村合併の状況を見て判断するとの理由により中断している。
岩船郡粟島浦村
- 粟島の一日 - 2008年（平成20年）発表

粟島観光協会認定オリジナルご当地ソング。

## 廃止された市町村歌
新潟市
- 新潟市歌（旧）[2] - 1928年（昭和3年）制定

作詞：手塚義明 作曲：信時潔
初代の市歌である。
新発田市
- 新発田市歌[29] - 1947年（昭和22年）制定

作詞：関根ふみと 作曲：石川和男
市制施行記念。初代の市歌である。
高田市
- 高田市歌 - 1928年（昭和3年）制定

作詞：川合直次 作曲：信時潔
上記の他、1952年に信越放送開局記念で信濃毎日新聞から寄贈を受けた「高田市民歌」（作詞：島田一郎、補作：西條八十、作曲：堀内敬三）が存在した。
新井市
- あらいの歌

作詞：深井哲秀 作曲：青島広志
妙高市の旧称（2町村を編入合併して市名を変更する以前）当時の初代市歌である。
白根市
- 白根市民歌

豊栄市
- 豊栄市民歌 - 1975年11月30日発表[30]。

作詞：丸山高司　補作：浮橋康彦　作曲：久住和麿
市制5周年町村合併20周年を記念して市民に詞・曲を公募。詞の入選作を外部に補作・作曲依頼して完成。
フォークダンス風振り付けの踊りも存在していたが、1987年（昭和62年）ごろには父母・教員で踊れる人がいない状態であった。
上越市
- 上越市民の歌 - 1977年（昭和52年）3月制定

作詞：小林隆治 補作：森菊蔵 作曲・編曲：狛林正一
初代の市歌である。13町村編入合併に伴う2代目市歌制定により廃止されたが、上越まつりでは新市歌制定後も旧市歌をサンバ}調にアレンジした「サンバ上越市民歌」が演奏されている。
中魚沼郡十日町
- 越後十日町の歌[33]

作詞：下村海南